# 阿尔韦塞四世·乔凡尼·莫塞尼格

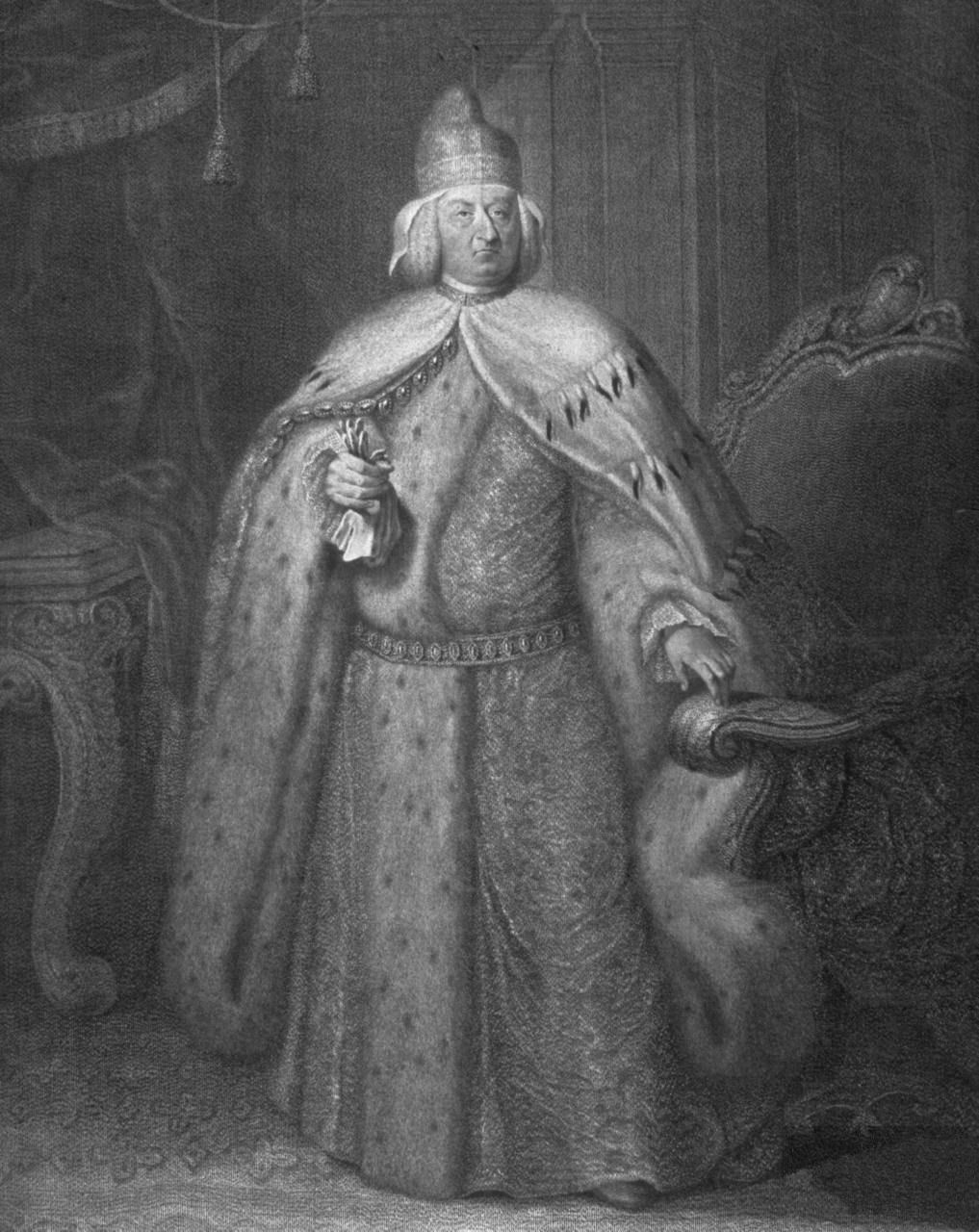
肖像，1763年

阿尔维塞·乔凡尼·莫塞尼格 (1701–1778)是1763至1778年间的威尼斯总督。

## 经历
他限制了教会的利益，因此与教宗克雷芒十三世产生了严重冲突。为刺激经济，他与的黎波里、突尼斯、摩洛哥、俄国和美国都签订了商业协议。他死于1778年十二月三十一日。他先后与皮萨娜·科纳罗和波利赛娜·康塔里尼·达·穆拉结婚。